# Neoregelia

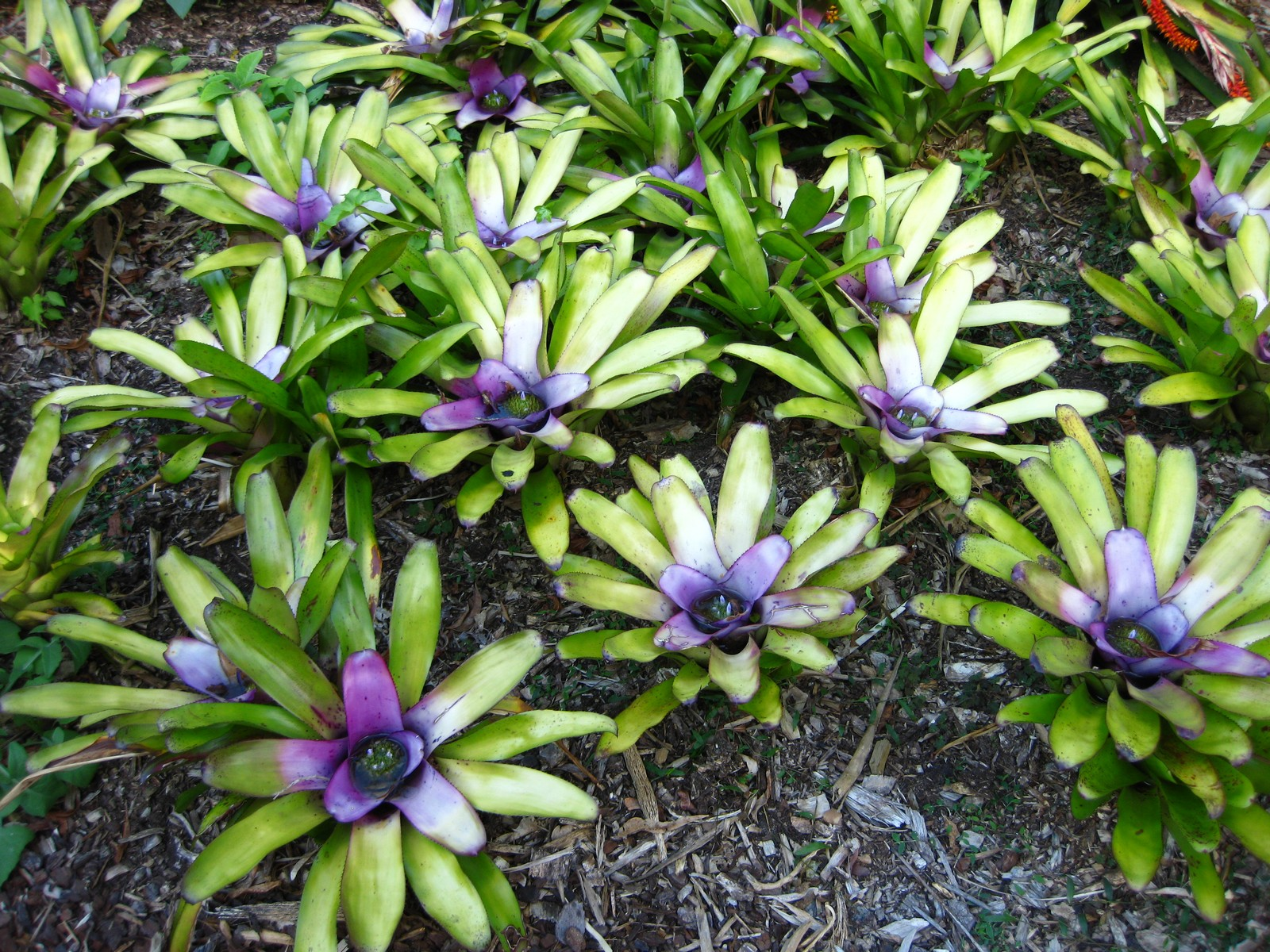
Neoregelia zwarta

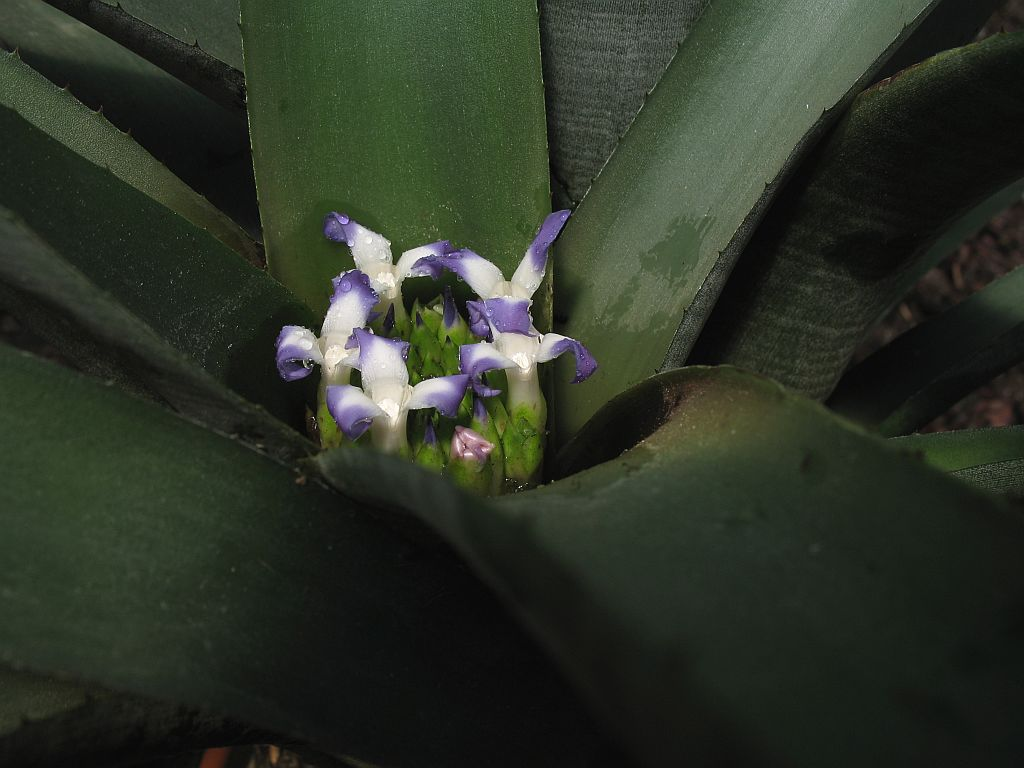
Neoregelia angustibracteolata

Neoregelia (Neoregelia L.B. Sm.) – rodzaj roślin z rodziny bromeliowatych (Bromeliaceae). Obejmuje 97–125 gatunków. Wszystkie występują w Ameryce Południowej, we wschodniej i południowej części Brazylii oraz w Amazonii. Centrum zróżnicowania jest Mata Atlântica we wschodniej Brazylii, gdzie rosną 102 gatunki.
Są to rośliny epifityczne rosnące w lasach, ale także naskalne, naziemne i heliofity.
Do rodzaju tego należą rośliny o najbardziej różnorodnie ubarwionych liściach wśród bromeliowatych – z różnobarwnymi prążkami, paskami i plamami. W efekcie jako rośliny ozdobne uprawia się wiele odmian pochodzących z różnych gatunków i mieszańców. Uprawiane są w ogrodach i na drzewach w strefie klimatu ciepłego (niektóre tolerują niewielkie przymrozki), poza tym w pomieszczeniach. Popularne w uprawie są odmiany neoregelii karolińskiej, zwartej, marmurkowej, N. chlorosticta i N. farinosa. 
Rośliny te wymagają w uprawie półcienistych lub jasnych stanowisk (jednak bez bezpośredniej ekspozycji latem na światło słoneczne), gruboziarnistego i luźnego substratu, podlewania wodą miękką (także utrzymywania wody od wiosny do jesieni wewnątrz rozety) w sposób umiarkowany latem i rzadki zimą. Rozmnaża się je przez podział bocznych odrostów wiosną i latem. 
Nazwa rodzaju utworzona została z przedrostka neo oznaczającego „nowy” i nazwiska botanika i dyrektora Ogrodu Botanicznego w Petersburgu – Eduarda Augusta von Regela.

## Morfologia

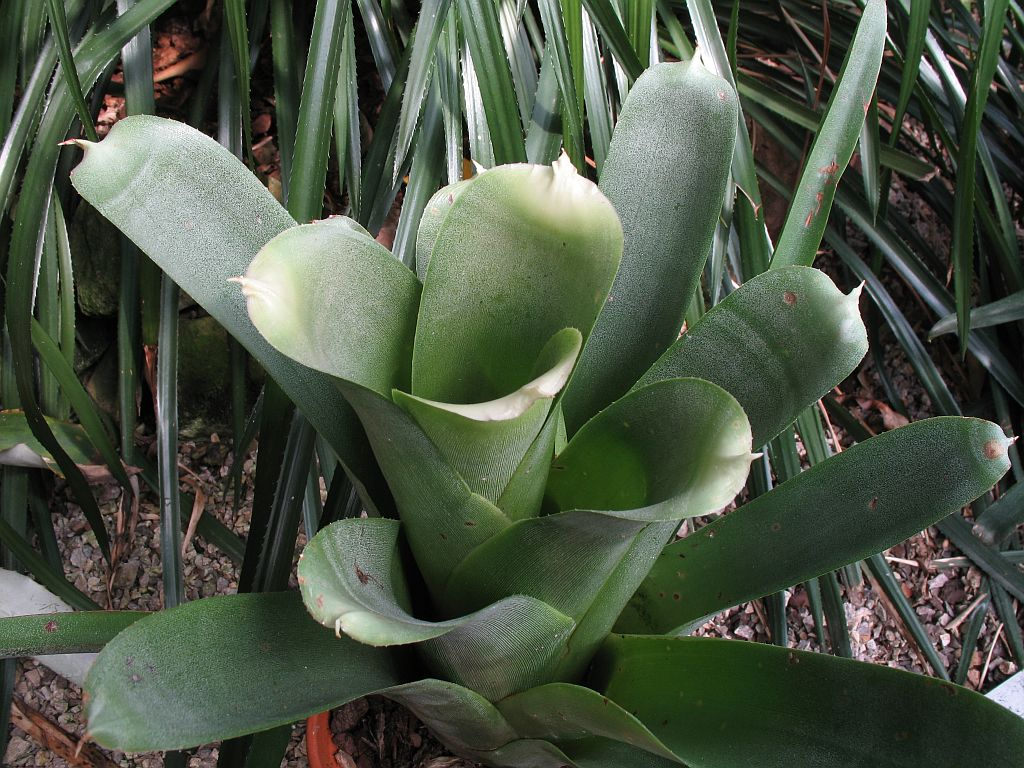
Neoregelia bahiana

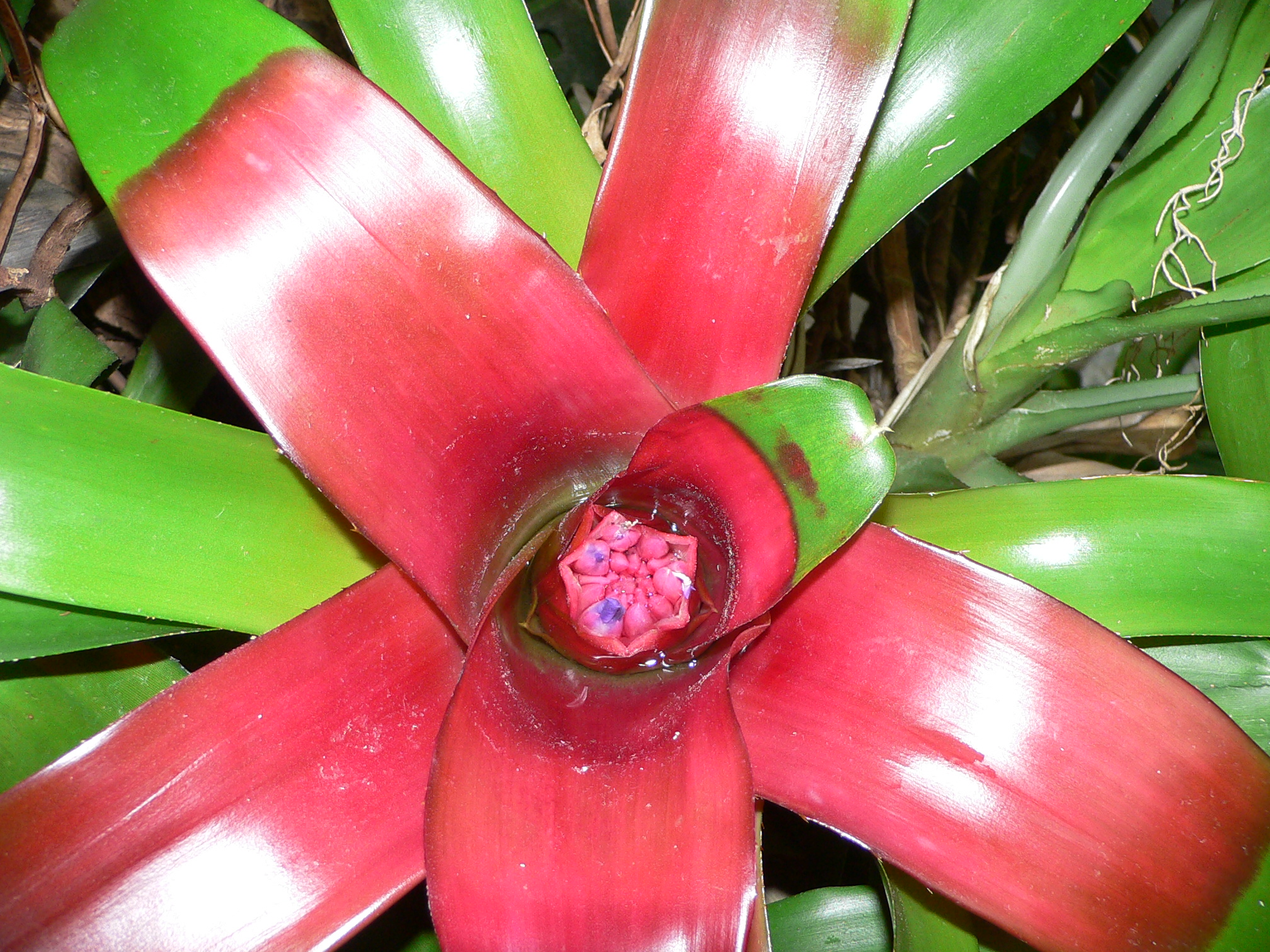
Neoregelia compacta

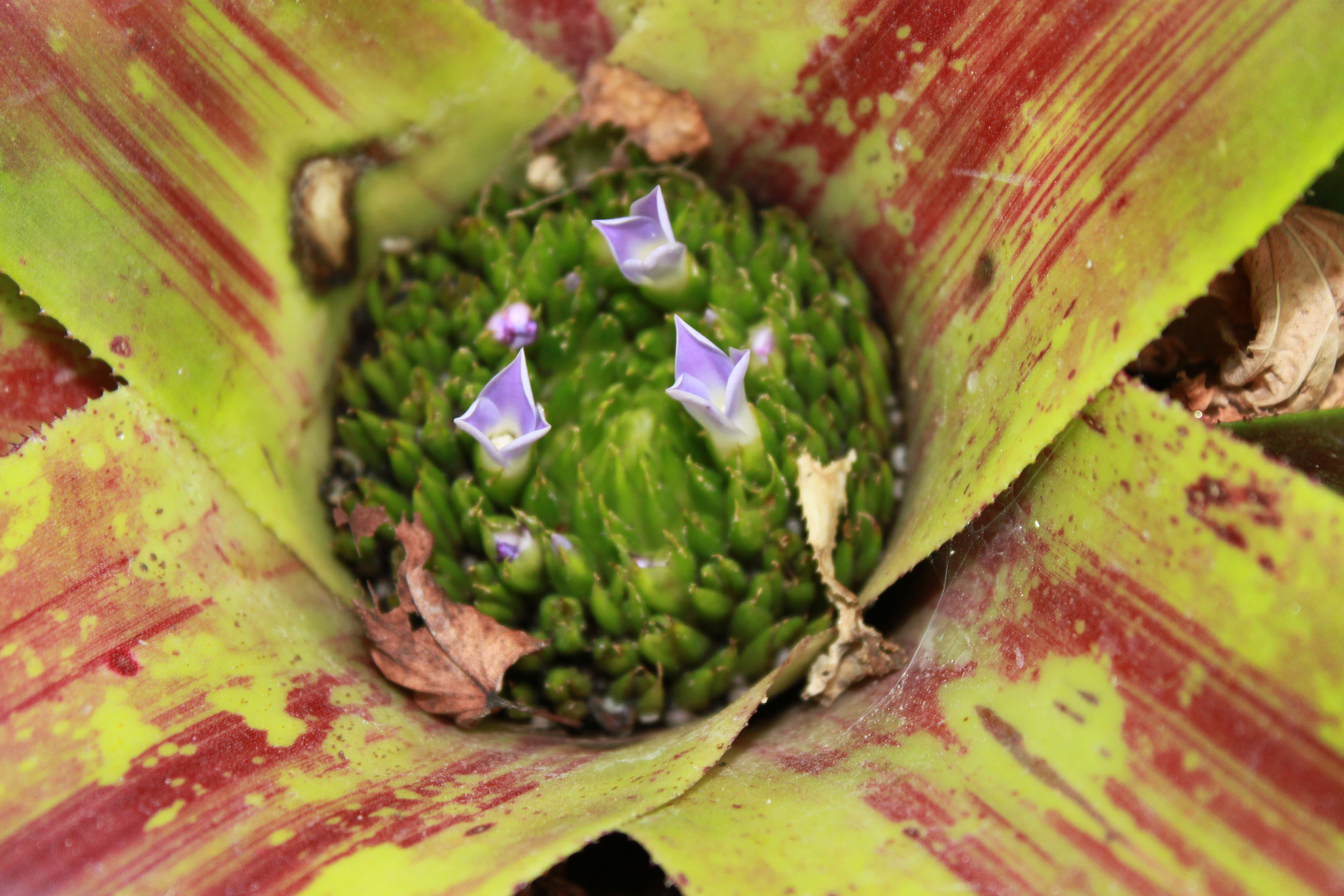
Neoregelia farinosa

PokrójBezłodygowe, zimozielone byliny, których liście tworzą płaską lub wzniesioną (rurowatą) rozetę. Korzenie pełnią zwykle tylko funkcję przytrzymującą roślinę do podłoża.
LiścieWstęgowate, skórzaste, osiągające zwykle od 30 do 70 cm długości, zebrane po 6–30 w rozetę w taki sposób, że tworzą w środkowej jej części lejkowaty zbiornik. Na jego brzegu znajdują się krótsze liście. Brzegi blaszki ostro, kolczasto ząbkowane. Liście zwykle zielone, tylko wewnętrzne u nasady rozety często jaskrawo zabarwione (fioletowo, niebiesko, biało, czerwono) – pełnią rolę powabni. U odmian uprawnych liście różnorodnie zabarwione.
KwiatyObupłciowe, szypułkowe, zebrane w spłaszczone, bardzo gęste kwiatostany główkowate lub baldachowate powstające wewnątrz lejka w centrum rozety. U nasady każdego kwiatu znajduje się przysadka. Listki zewnętrznego okółka okwiatu są trzy, prosto wzniesione i zrośnięte w rurkę, nieco asymetryczne. Listki wewnętrznego okółka zrośnięte są w dolnej części w rurkę lub wolne, nagie. Pręciki i słupek nie wystają z okwiatu. Zalążnia dolna, trójkomorowa.
OwoceJagody zawierające liczne, jajowate nasiona.

## Systematyka

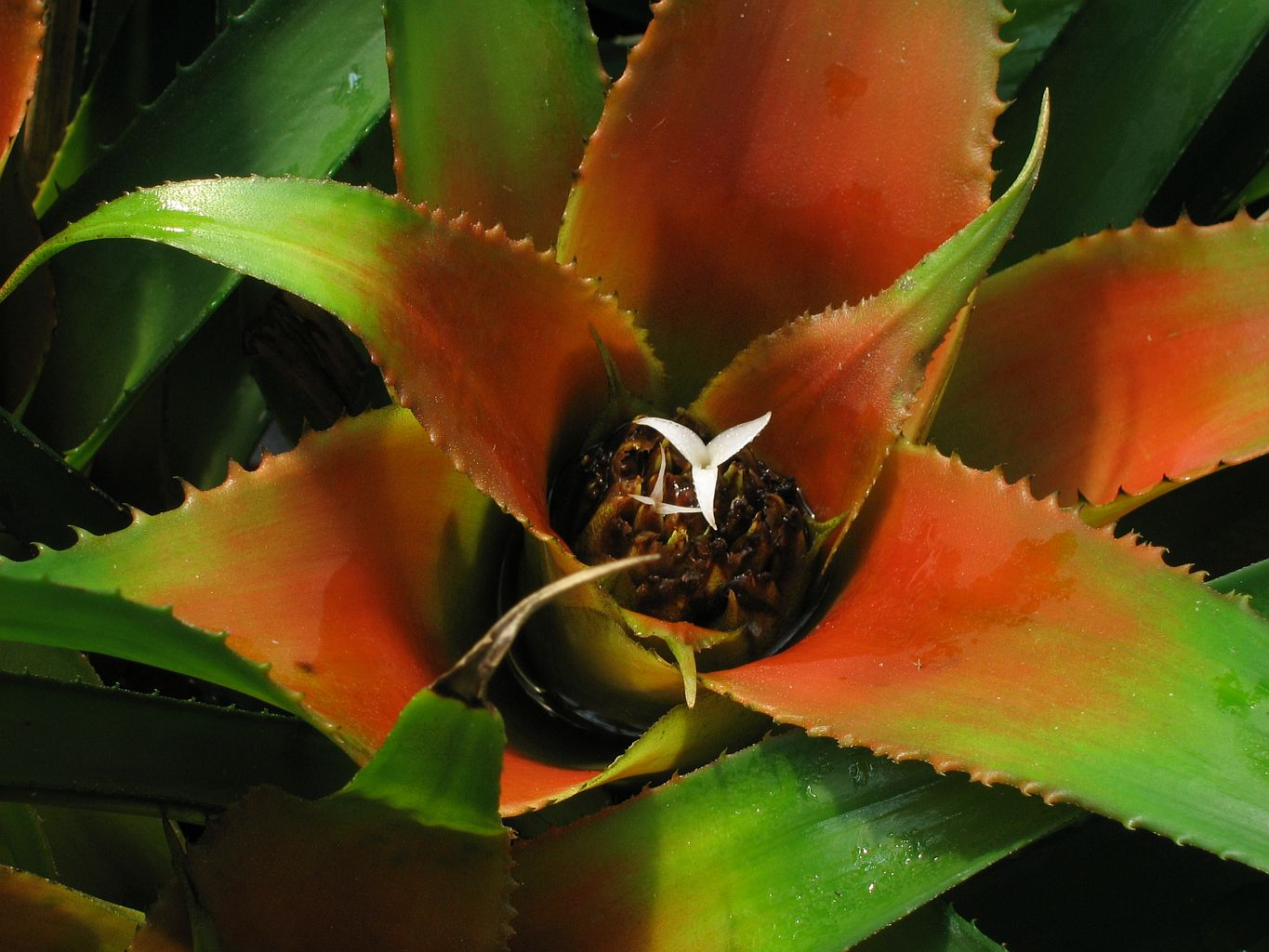
Neoregelia wurdackii

Rodzaj z rodziny bromeliowatych Bromeliaceae, a w jej obrębie z podrodziny Bromelioideae Burnett. W obrębie podrodziny jest najbardziej zróżnicowanym gatunkowo rodzajem z grupy określanej jako 'Nidularioid Complex', obejmującej rośliny o kwiatostanach zagnieżdżonych w lejkowatym zagłębieniu rozety liściowej wypełniającym się wodą. Poza neoregelią do kompleksu tego należą rodzaje: gwiaździca Nidularium, Canistrum, Canistropsis, Edmundoa i Wittrockia.
W obrębie rodzaju wyróżniane są następujące podrodzaje: Longipetalopsis i Protoregelia (dawniej oba stanowiły podrodzaj Neoregelia) oraz Hylaeaicum. Dwa pierwsze rosną niemal wyłącznie we wschodniej Brazylii, a ostatni w Amazonii. Różnice w zasięgu, morfologiczne oraz molekularne analizy filogenetyczne potwierdzają, że podrodzaje Neoregelia w dotychczasowym ujęciu tworzą takson parafiletyczny. Podrodzaj Hylaeacium wymaga wyodrębnienia w osobny rodzaj – jest bliżej spokrewniony z rodzajem echmea Aechmea niż nie tylko z innymi podrodzajami, ale też innymi rodzajami z kompleksu 'Nidularioid'.
Wykaz gatunków
- Neoregelia abendrothae L.B.Sm.
- Neoregelia alvimii Roeth
- Neoregelia amandae W.Weber
- Neoregelia ampullacea (É.Morren) L.B.Sm.
- Neoregelia angustibracteol ata E.Pereira & Leme
- Neoregelia angustifolia E.Pereira
- Neoregelia atroviridifolia  W.Weber & Roeth
- Neoregelia azevedoi Leme
- Neoregelia bahiana (Ule) L.B.Sm.
- Neoregelia binotii (É.Morren) L.B.Sm.
- Neoregelia bragarum (E.Pereira & L.B.Sm.) Leme
- Neoregelia brevifolia L.B.Sm. & Reitz
- Neoregelia brigadeirensis C.C.Paula & Leme
- Neoregelia brownii Leme
- Neoregelia burlemarxii Read
- Neoregelia camorimiana E.Pereira & I.A.Penna
- Neoregelia capixaba E.Pereira & Leme
- Neoregelia carcharodon (Makoy ex Wittm.) L.B.Sm.
- Neoregelia carinata Leme
- Neoregelia carolinae (Beer) L.B.Sm. – neoregelia karolińska[4]
- Neoregelia cathcartii C.F.Reed & Read
- Neoregelia chlorosticta (É.Morren) L.B.Sm.
- Neoregelia coimbrae E.Pereira & Leme
- Neoregelia compacta (Mez) L.B.Sm.
- Neoregelia concentrica (Vell.) L.B.Sm. – neoregelia zwarta[4]
- Neoregelia coriacea (Antoine) L.B.Sm.
- Neoregelia correia-araujoi  E.Pereira & I.A.Penna
- Neoregelia crispata Leme
- Neoregelia cruenta (Graham) L.B.Sm.
- Neoregelia cyanea (Beer) L.B.Sm.
- Neoregelia dactyloflammans  Leme & L.Kollmann
- Neoregelia dayvidiana Leme & A.P.Fontana
- Neoregelia desenganensis Leme
- Neoregelia diversifolia E.Pereira
- Neoregelia doeringiana L.B.Sm.
- Neoregelia dungsiana E.Pereira
- Neoregelia eleutheropetala  (Ule) L.B.Sm.
- Neoregelia eltoniana W.Weber
- Neoregelia farinosa (Ule) L.B.Sm.
- Neoregelia fluminensis L.B.Sm.
- Neoregelia fosteriana L.B.Sm.
- Neoregelia gavionensis Martinelli & Leme
- Neoregelia gigas Leme & L.Kollmann
- Neoregelia guttata Leme
- Neoregelia hoehneana L.B.Sm.
- Neoregelia ibitipocensis (Leme) Leme
- Neoregelia ilhana Leme
- Neoregelia indecora (Mez) L.B.Sm.
- Neoregelia inexspectata Leme
- Neoregelia insulana Leme
- Neoregelia johannis (Carrière) L.B.Sm.
- Neoregelia johnsoniae H.Luther
- Neoregelia kautskyi E.Pereira
- Neoregelia kerryae Leme
- Neoregelia kuhlmannii L.B.Sm.
- Neoregelia lactea H.Luther & Leme
- Neoregelia laevis (Mez) L.B.Sm.
- Neoregelia leprosa L.B.Sm.
- Neoregelia leucophoea (Baker) L.B.Sm.
- Neoregelia leviana L.B.Sm.
- Neoregelia lilliputiana E.Pereira
- Neoregelia lillyae W.Weber
- Neoregelia longipedicellat a Leme
- Neoregelia longisepala E.Pereira & I.A.Penna
- Neoregelia lymaniana R.Braga & Sucre
- Neoregelia macahensis (Ule) L.B.Sm.
- Neoregelia macrosepala L.B.Sm.
- Neoregelia maculata L.B.Sm.
- Neoregelia magdalenae L.B.Sm. & Reitz
- Neoregelia margaretae L.B.Sm.
- Neoregelia marmorata (Baker) L.B.Sm. – neoregelia marmurkowa[4]
- Neoregelia martinellii W.Weber
- Neoregelia mcwilliamsii L.B.Sm.
- Neoregelia melanodonta L.B.Sm.
- Neoregelia menescalii Leme
- Neoregelia mooreana L.B.Sm.
- Neoregelia mucugensis Leme
- Neoregelia myrmecophila (Ule) L.B.Sm.
- Neoregelia nevaresii Leme & H.Luther
- Neoregelia nivea Leme
- Neoregelia odorata Leme
- Neoregelia olens (Hook.f.) L.B.Sm.
- Neoregelia oligantha L.B.Sm.
- Neoregelia paratiensis Leme
- Neoregelia pascoaliana L.B.Sm.
- Neoregelia pauciflora L.B.Sm.
- Neoregelia paulistana E.Pereira
- Neoregelia pendula L.B.Sm.
- Neoregelia pernambucana Leme & J.A.Siqueira
- Neoregelia petropolitana Leme
- Neoregelia pineliana (Lem.) L.B.Sm.
- Neoregelia pontualii Leme
- Neoregelia princeps (Baker) L.B.Sm.
- Neoregelia punctatissima (Ruschi) Ruschi
- Neoregelia retrorsa Leme & L.Kollmann
- Neoregelia richteri W.Weber
- Neoregelia roethii W.Weber
- Neoregelia rosea L.B.Sm.
- Neoregelia rothinessa Leme, H.Luther & W.Till
- Neoregelia rubrifolia Ruschi
- Neoregelia rubrovittata Leme
- Neoregelia ruschii Leme & B.R.Silva
- Neoregelia sanguinea Leme
- Neoregelia sapiatibensis E.Pereira & I.A.Penna
- Neoregelia sarmentosa (Regel) L.B.Sm.
- Neoregelia schubertii Roeth
- Neoregelia seideliana L.B.Sm. & Reitz
- Neoregelia silvimontana Leme & J.A.Siqueira
- Neoregelia simulans L.B.Sm.
- Neoregelia smithii W.Weber
- Neoregelia spectabilis (T.Moore) L.B.Sm.
- Neoregelia spiralipetala (Leme) Wand. & S.E.Martins
- Neoregelia stolonifera L.B.Sm.
- Neoregelia tarapotoensis Rauh
- Neoregelia tenebrosa Leme
- Neoregelia tigrina (Ruschi) Ruschi
- Neoregelia tristis (Beer) L.B.Sm.
- Neoregelia uleana L.B.Sm.
- Neoregelia viridolineata Leme
- Neoregelia viridovinosa Leme & L.Kollmann
- Neoregelia watersiana Leme
- Neoregelia wilsoniana M.B.Foster
- Neoregelia wurdackii L.B.Sm.
- Neoregelia zaslawskyi E.Pereira & Leme
- Neoregelia zonata L.B.Sm.